# VV Woubrugge
VV Woubrugge is een Nederlandse amateurvoetbalclub uit Woubrugge in de Nederlandse provincie Zuid-Holland, opgericht in 1946. De clubkleuren zijn groen en wit. Het eerste elftal speelt in de Vierde klasse zaterdag (seizoen 2023/24).
VV Woubrugge heeft negen seniorenteams, waarvan 1 damesteam, en diverse jeugdteams. De club speelt aan de Bateweg in Woubrugge waar de club beschikt over acht kleedkamers (zes van de club zelf, twee van sporthal Oudedijk), een kantine, een EHBO-post, drie voetbalvelden, waarvan 2 grasvelden en 1 kunstgrasveld, en een klein trainingsveld.

## Competitieresultaten 1970–heden
| 8 4A |

| 12 4A |

|  |

|  |

| 12 4A |

|  |

| 10 4A |

| 12 4A |

|  |

| 10 4A |

|  |

|  |

| 11 4A |

| 4 4A |

| 2 4A |

| 11 3A |

| 10 3A |

| 10 3A |

| 7 4A |

| 5 4A |

| 6 4A |

| 8 4B |

| 3 4A |

| 11 3A |

| 5 4A |

| 2 4A |

| 4 4A |

| 2 4C |

| 6 4C |

| 8 4A |

| 9 4C |

| 5 4A |

| 4* 4A |

| 10* 4A |

| 9 4A |

| 11 4A |

| 13 4A |

- = Dit seizoen werd stopgezet vanwege de uitbraak van het coronavirus. Er werd voor dit seizoen geen officiële eindstand vastgesteld.

| Tweede divisie | Derde divisie | Vierde divisie | Eerste klasse |
| Tweede klasse  | Derde klasse  | Vierde klasse  | Vijfde klasse |